# Carl I. Hagen

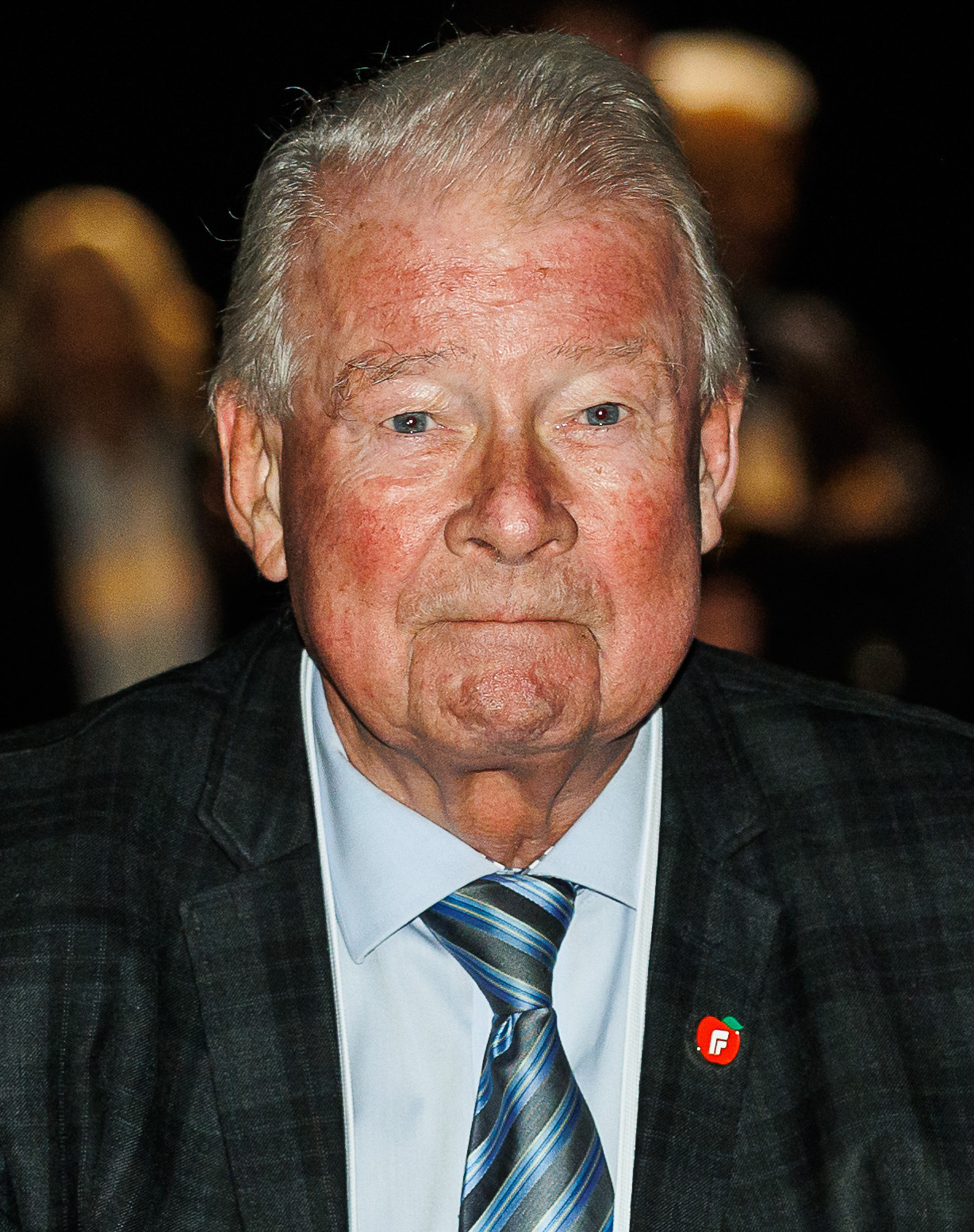
Carl I. Hagen, 2023

Carl Ivar Hagen (* 6. Mai 1944 in Oslo) ist ein norwegischer Politiker der Fremskrittspartiet (FrP). Zwischen 1978 und 2006 fungierte er als Vorsitzender der FrP. Hagen war von 1974 bis 1977 und von 1981 bis 2009 Abgeordneter im Storting und ist es erneut seit 2021. Von Oktober 2005 bis September 2009 war er Vizepräsident des Stortings.

## Leben
Hagen schloss im Jahr 1963 seine Schulzeit ab und erlangte im Jahr 1968 das Higher National Diploma in Business Studies. Ab 1970 arbeitete er für Tate & Lyle in Norwegen. Zwischen 1973 und 1974 war er als Sekretär der später in Fremskrittspartiet umbenannten Partei Anders Langes parti (ALP) tätig. Bei der Parlamentswahl 1973 wurde Hagen für die ALP im Wahlkreis Oslo Vararepresentant, also Ersatzabgeordneter. Nach dem Tod von Anders Lange rückte er am 18. Oktober 1974 als fester Abgeordneter nach und er saß für die verbleibende Legislaturperiode im norwegischen Nationalparlament Storting. Er war während dieser Zeit Mitglied im Verwaltungsausschuss und ab Oktober 1976 stellvertretender Fraktionsvorsitzender der ALP-Gruppierung im Parlament.

### Parteivorsitzender und Stortingsabgeordneter
Nach dem Ende der Legislaturperiode arbeitete Hagen bis 1981 als Berater. Im Jahr 1978 wurde er zum neuen Parteivorsitzenden seiner nun unter dem Namen Fremskrittspartiet geführte Partei gewählt. Zudem zog er 1979 in den Stadtrat von Oslo ein, wo er zunächst bis 1983 verblieb. Bei der Wahl 1981 zog Hagen erstmals direkt in das Storting ein. Er vertrat dort den Wahlkreis Oslo und wurde Mitglied im Finanzausschuss sowie der Fraktionsvorsitzende der FrP. Den Posten als Fraktionsvorsitzender behielt er bis zum Ende der Legislaturperiode 2001–2005. Auch nach der Stortingswahl 1985 gehörte er weiterhin dem Finanzausschuss an. Als Parteivorsitzender der FrP entwickelte er sich mit der Zeit zu einem der einflussreichsten Politiker Norwegens. Im Jahr 1986 war er ausschlaggebend am Sturz der bürgerlichen Minderheitsregierung Kåre Willochs beteiligt, obwohl seine Partei zu diesem Zeitpunkt nur mit zwei Abgeordnete im Parlament vertreten war. Nach Willochs Rücktritt formierte sich eine linke Regierung unter Gro Harlem Brundtland.
Bei den Kommunalwahlen im Jahr 1987 zog er erneut in den Osloer Stadtrat ein, wo er bis 1991 Mitglied blieb. Im Anschluss an die Wahl 1989 wechselte er in den Außen- und Verfassungsausschuss, nach der Parlamentswahl 1993 ging er in den Kontroll- und Verfassungsausschuss über, wo er auch nach den folgenden Wahlen bis September 2009 blieb. Im Zeitraum von 1995 bis 2003 saß Hagen zudem wiederum im Osloer Stadtrat. In der auf die Stortingswahl 2005 folgenden Legislaturperiode wurde er zum Vizepräsidenten des Parlaments gewählt und er war erstmals wieder nur einfaches Mitglied des FrP-Fraktionsvorstands.

### Rückzug aus der Politik
Im Jahr 2006 wurde Siv Jensen als seine Nachfolgerin zur neuen FrP-Vorsitzenden gewählt. Bei der Wahl 2009 trat Hagen nicht mehr erneut an. Nach seinem Ausscheiden aus dem Parlament begann er als Berater für die PR-Agentur Burson-Marsteller zu arbeiten und ging später in Pension.

### Rückkehr in die Politik
Bei der Kommunalwahl 2011 trat Hagen als Bürgermeisterkandidat in Oslo an. Seine Partei erhielt bei der Wahl schließlich sieben Prozent der Stimmen und er zog erneut in den Osloer Stadtrat ein. Bei der Kommunalwahl 2015 wurde er erneut der Spitzenkandidat, nachdem er zuvor eine Kampfabstimmung gegen eine Parteikollegin gewonnen hatte. Hagen zog schließlich erneut in den Stadtrat ein.
Bei der Parlamentswahl 2017 kandidierte Hagen erneut und er wurde Vararepresentant, also Ersatzabgeordneter. Vor der Wahl 2021 verlor er eine parteiinterne Kampfabstimmung um den dritten Listenplatz der FrP in Oslo. Zugleich kandidierte er im Wahlkreis Oppland für den ersten Platz der dortigen Wahlliste, den er schließlich erhielt. Er zog somit erneut in das Parlament ein und vertritt dort den Wahlkreis Oppland. Hagen wurde nach der Wahl Mitglied im Kontroll- und Verfassungsausschuss. Im Mai 2024 gab Hagen bekannt, bei der Stortingswahl 2025 nicht erneut antreten zu wollen.

## Politische Positionen
Carl I. Hagens politischen Ansichten werden im Allgemeinen als liberal und konservativ bis rechtspopulistisch eingeordnet. Im Laufe seiner Karriere äußerte sich Hagen des Öfteren kritisch gegenüber Muslimen und dem Islam, wofür er häufig kritisiert wurde. So behauptete er im Jahre 2004 etwa, dass sich Mohammed im Gegensatz zu Jesus nicht für Kinder interessiere und falls doch, dann nur, um sie für die Islamisierung der Welt ausnutzen zu können. Im Jahr 2016 erklärte er seine Unterstützung für den republikanischen US-Präsidentschaftskandidaten Donald Trump.
Im Dezember 2024 befürwortete Hagen es in einer Stortingsrede, Abtreibungen bis zu 18. Schwangerschaftswoche zu erlauben. Er forderte, dass schwangere Frauen selbst über eine mögliche Abtreibung entscheiden sollen können und sie nicht zunächst auf „demütigende Art und Weise“ bei einem Ausschusses um Erlaubnis fragen müssen. Er änderte damit seine frühere Position zu Schwangerschaftsabbrüchen.

## Werke (Auswahl)
- 1984: Ærlighet varer lengst. Oslo
- 2010: Klar tale. Cappelen Damm, Oslo